# Communauté de communes de la Vallée de Villé
Die Communauté de communes de la Vallée de Villé ist ein französischer Gemeindeverband mit der Rechtsform einer Communauté de communes im Département Bas-Rhin in der Region Grand Est. Sie wurde am 31. Dezember 1992 gegründet und besteht aus 18 Gemeinden. Der Verwaltungssitz befindet sich im Ort Bassemberg.

## Historische Entwicklung
Mit Wirkung vom 1. Januar 2016 wurde der Name des Gemeindeverbandes von Communauté de communes du Canton de Villé auf die aktuelle Bezeichnung geändert, weil der namengebende Kanton Villé aufgelöst wurde.

## Mitgliedsgemeinden
| Gemeinde                                     | Einwohner 1. Januar 2022 | Fläche km² | Dichte Einw./km² | Code INSEE | Postleitzahl |
| -------------------------------------------- | ------------------------ | ---------- | ---------------- | ---------- | ------------ |
| Albé                                         | 461                      | 10,83      | 43               | 67003      | 67220        |
| Bassemberg                                   | 223                      | 1,78       | 125              | 67022      | 67220        |
| Breitenau                                    | 335                      | 4,29       | 78               | 67062      | 67220        |
| Breitenbach                                  | 663                      | 11,73      | 57               | 67063      | 67220        |
| Dieffenbach-au-Val                           | 641                      | 2,95       | 217              | 67092      | 67220        |
| Fouchy                                       | 636                      | 7,87       | 81               | 67143      | 67220        |
| Lalaye                                       | 487                      | 8,18       | 60               | 67255      | 67220        |
| Maisonsgoutte                                | 793                      | 4,87       | 163              | 67280      | 67220        |
| Neubois                                      | 658                      | 11,42      | 58               | 67317      | 67220        |
| Neuve-Église                                 | 622                      | 5,48       | 114              | 67320      | 67220        |
| Saint-Martin                                 | 367                      | 3,97       | 92               | 67426      | 67220        |
| Saint-Maurice                                | 329                      | 1,40       | 235              | 67427      | 67220        |
| Saint-Pierre-Bois                            | 748                      | 7,30       | 102              | 67430      | 67220        |
| Steige                                       | 620                      | 9,86       | 63               | 67477      | 67220        |
| Thanvillé                                    | 609                      | 1,91       | 319              | 67490      | 67220        |
| Triembach-au-Val                             | 434                      | 2,74       | 158              | 67493      | 67220        |
| Urbeis                                       | 317                      | 11,60      | 27               | 67499      | 67220        |
| Villé                                        | 1.775                    | 2,84       | 625              | 67507      | 67220        |
| Communauté de communes de la Vallée de Villé | 10.771                   | 111,02     | 97               | –          | –            |